# Gmina Kolsh (okręg Lezha)
Gmina Kolsh (alb. Njësia administrative Kolsh) – gmina położona w północno-zachodniej części Albanii. Administracyjnie należy do okręgu Lehza w obwodzie Lehza. W 2011 roku populacja gminy wynosiła 4118 osób w tym 2148 kobiety oraz 2080 mężczyzn, z czego Albańczycy stanowili 85,48% mieszkańców. 
W skład gminy wchodzi dziewięć miejscowości: Kolsh, Gjash, Kacinar, Palalej, Lalm, Vele, Menati, Gryke, Barbulloj.